# Íñigo Vélez de Guevara y Ayala
Íñigo Vélez de Guevara y Ayala (¿Oñate (Guipúzcoa)?, 1420 – Valladolid, 20 de abril de 1500), capitán general, adelantado de León, consejero del rey y I conde de Oñate.

## Biografía
Nacido en 1420, Íñigo era hijo de Pedro Vélez de Guevara, señor de Oñate, y de su esposa Constanza de Ayala, nieta de Pedro López de Ayala, señor de Ayala y Salvatierra, canciller mayor de Castilla, camarero mayor del rey Pedro I de Castilla etc. Inicialmente había sido destinado a Roma para seguir una carrera eclesiástica, pero la muerte de su hermano primogénito, Pedro, lo obligó a regresar y tomar posesión de los señoríos que iba a heredar. El papa Calixto III consiguió recuperar parte de los bienes que el monarca Enrique IV había puesto bajo secuestro y, finalmente, en 1456 le fue devuelto a Íñigo la totalidad del patrimonio familiar de los Guevara.
Casi al mismo tiempo, y como causa de su participación en las guerras banderizas de Guipúzcoa, Enrique IV lo desterró por dos años a Jimena, si bien parece que donde realmente residió, desde agosto de 1458, fue en la Corte. Desde ese episodio en más, se enfrentó en pleitos judiciales con su sobrina Constanza, debido a la herencia recibida de su madre, y con su tío Pedro de Ayala, mariscal de Ampudia. Tampoco faltaron enfrentamientos con sus vasallos de Oñate. En una ocasión, ante los deseos de utilizar un río de la zona para uso exclusivamente personal, el capitán García Ruiz y los vecinos de la villa le negaron obediencia y protestaron ante lo que consideraban una pretensión por fuera de los leyes y fueros de Oñate. Íñigo, entonces, fue hasta el castillo de Guevara y tuvo un violento altercado con el hijo mayor de Sancho García, capitán de los gamboínos, tras lo cual solicitó ayuda militar al condestable de Castilla, Miguel Lucas de Iranzo. La villa y su señor, finalmente, parece que llegaron a un acuerdo y no se produjo ningún enfrentamiento armado.
Durante la guerra civil que en 1465 se desató entre Enrique IV y su hermano, el príncipe-rey Alfonso, Íñigo decidió apoyar al primero. El monarca le compensaría con diversos situados y rentas sobre salinas, carnicerías y hierro. En estas circunstancias, además, ostentó la dignidad de capitán general en Guipúzcoa, Vizcaya, Álava y las merindades de La Rioja y Encartaciones. En octubre de 1479, en una operación sorpresa, sus tropas atacaron la torre de Contrasta y dieron muerte a Juan López de Lazcano, pariente mayor del solar de Lazcano (Guipúzcoa) y señor del valle de Arana (Álava).
En 1476, tras el estallido de una segunda guerra sucesoria, dio su favor a Isabel la Católica y le permitió acogerse en la casa-torre de Guevara. Como modo de recompensar su fidelidad, el 18 de septiembre de 1481 los Reyes Católicos le confirmaron su título de conde de Oñate por una cédula expedida en Barcelona. Según algunos historiadores, Enrique IV ya le había concedido el título condal en 1469, aunque no aportan prueba alguna de ello. El hecho de que Íñigo no lo haya utilizado en sus documentos hasta el 21 de marzo de 1489 sugiere la idea de que, en realidad, ha habido una confusión entre los términos que usa la documentación de la época: «señor del condado de Oñate», como él acostumbra a firmar desde 1465, no es igual a «conde de Oñate».
En 1480 se convirtió en adelantado mayor del reino de León, cargo que ejerció hasta 1490, cuando lo renunció en favor de Rodrigo Alonso Pimentel, IV conde de Benavente. Falleció en Valladolid el 20 de abril de 1500.

## Matrimonio y descendencia
Íñigo se casó en primeras nupcias con Beatriz de Guzmán, señora de Burujón e hija del señor de Orgaz y de Sancha Ponce de León. Viudo por vez primera, se volvió a casar con María Meneses, hija del señor de Palacios de Valduerna y de Teresa de Meneses. Tras la muerte de su segunda esposa, contrajo un tercer matrimonio con Juana Manrique, hija del I conde de Treviño, Diego Gómez Manrique de Lara y Castilla, y de su mujer María de Sandoval. 
Con su primera esposa, Beatriz, tuvo a:
- Víctor Vélez de Guevara y Guzmán, quien, por ser primogénito de la casa, estaba destinado a heredar el condado de Oñate. Se casó con Juana Manrique de Lara y Castro, hija del II conde de Treviño, Pedro Manrique de Lara. Murió en 1489, por lo que no pudo suceder.

Con su tercera esposa, Juana, tuvo a:
- Pedro Vélez de Guevara y Manrique, II conde de Oñate. Se casó con Mencía de Velasco, hija de Íñigo Fernández de Velasco y Mendoza, II duque de Frías.